# Tonnekreek
Tonnekreek is een gehucht met circa 60 inwoners in de gemeente Moerdijk in de Nederlandse provincie Noord-Brabant. Het bestaat uit één L-vormige straat, genaamd Tonnekreek, gelegen in de polders tussen Klundert en Willemstad. Er zijn verschillende akkerbouwers en veehouders te vinden.
Het gehucht is genoemd naar de gelijknamige kreek waaraan het is gelegen. De (16e-eeuwse) naam van deze Tonnekreek wordt verklaard uit een bebakening met tonnen in de tijd dat deze stroom in open verbinding stond met het Hollandsch Diep.
De eerste bebouwing rond de kreek stamt waarschijnlijk uit de 18e eeuw. Er zijn voorwerpen gevonden uit de tijd van de Franse bezetting, maar ook munten en gebruiksvoorwerpen (kledinghaakjes et cetera) die teruggaan tot de vroege jaren 1600. Het gehucht heeft ook onder water gestaan tijdens de Watersnood van 1953.
Steden: Klundert · Willemstad · Zevenbergen

Dorpen: Fijnaart · Moerdijk · Heijningen · Helwijk · Langeweg · Noordhoek · Standdaarbuiten · Zevenbergschen Hoek 

Buurtschappen: Achterdijk · Barlaque · Bovensluis · Drie Hoefijzers · Driehoek · De Druif · Hoekske · Kade · Kreek · Kwartier · Lochtenburg · Nieuwemolen · Noordschans · Oranjeoord · Oudemolen · Pelikaan · Roodevaart · Stadse Dijk · Strooiendorp · Tonnekreek · Zevenhuizen · Zwingelspaan

Noord-Brabant: Steden en dorpen      Nederland: Provincies · Gemeenten